# Martha Coston

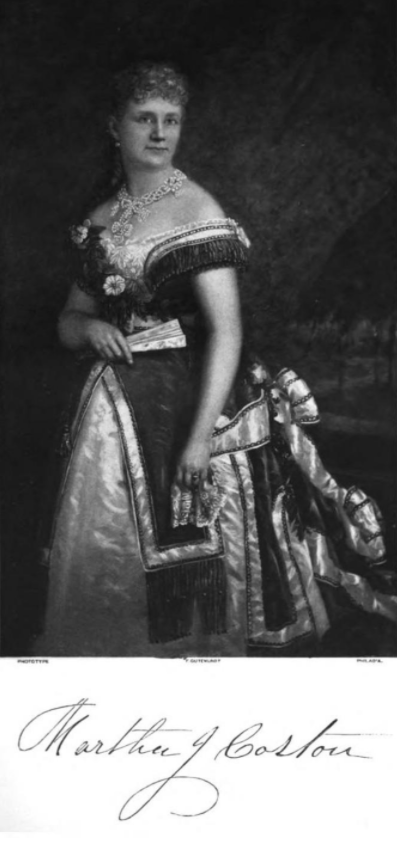
Martha Coston

Martha J. Coston (* 12. Dezember 1826 in Baltimore, Maryland; † 9. Juli 1904 in Washington, D.C.) war eine amerikanische Geschäftsfrau und Erfinderin. Sie erfand die Coston-Fackel, ein Gerät zur Signalübertragung auf See, und war Inhaberin der Coston Manufacturing Company.

## Leben und Werk
Coston wurde als Martha Jane Hunt in Baltimore geboren und zog in den 1830er Jahren mit ihrer verwitweten Mutter und ihren Geschwistern nach Philadelphia, Pennsylvania. 1844 heiratete sie den Direktor des wissenschaftlichen Labors der United States Navy in Washington D.C., Benjamin F. Coston, mit dem sie vier Kinder bekam. In der Washington Navy Yard entwickelte ihr Mann eine Signalrakete und eine Zündkapsel für Kanonen. Er experimentierte auch mit farbcodierten Nachtsignalen, um die Kommunikation zwischen Schiffen zu ermöglichen, die zu dieser Zeit auf visuelle Signale wie Flaggen am Tag und Laternen in der Nacht beschränkt war. Nach einem Streit über die Bezahlung seiner Arbeit an der Zündkapsel trat ihr Mann 1847 von seinem Auftrag bei der Marine zurück und wurde Präsident der Boston Gas Company. Er verfeinerte das Verfahren zur Herstellung von Sylvic-Gaslichtern. Diese Arbeit mit giftigen Chemikalien verschärfte jedoch seine gesundheitlichen Probleme, die er bereits durch die Arbeit mit ähnlichen Substanzen in Experimenten im Navy-Labor bekommen hatte. Sein Gesundheitszustand verschlechterte sich und er starb 1848 an den Folgen der chemischen Exposition. Seine Arbeit an Signalfackeln beschränkte sich jedoch auf Pläne und chemische Formeln.
In den nächsten zwei Jahren starben die Mutter von Coston und zwei ihrer Kinder. 1850 fand sie Umschläge mit von ihrem Mann erstellten Papieren und Zeichnungen von auf See zu verwendenden Nachtsignalen, zusammen mit einer Farbsignal-Tabelle. Sie erkannte die Zeichnungen als etwas, über das sie in den letzten Jahren mit ihm gesprochen hatte, und erinnerte sich daran, dass ihr Mann Proben zum Testen nach Washington geschickt hatte. Coston forderte beharrlich die Rückgabe der Probensignale ihres Mannes von der Marine. Als sie schließlich zurückgegeben wurden, hatte sie kein Rezept für die chemische Zusammensetzung, da diese geschützten Informationen nicht an die Marine weitergegeben oder irgendwo aufgeschrieben waren. Nach langer Krankheit starb dann ihr zweiter Sohn.
Coston arbeitete fast zehn Jahre lang an der Entwicklung eines Systems zur Flare-Signalisierung, das auf den früheren Arbeiten ihres Mannes basierte. Mit begrenzten Kenntnissen in Chemie und Pyrotechnik stützte sie sich auf den Rat von Feuerwerksexperten. Ein Durchbruch gelang ihr 1858, als sie Zeuge des Feuerwerks in New York City wurde, bei dem die Fertigstellung des Transatlantischen Telefonkabels gefeiert wurde. Sie erkannte, dass ihr System eine hellblaue Fackel brauchte, zusammen mit dem Rot und Weiß, das sie bereits entwickelt hatte. Sie gründete die Coston Manufacturing Company, um die Signalfackeln herzustellen, und ging eine Geschäftsbeziehung mit einem Pyrotechnik-Entwickler ein, um die erforderliche blaue Farbe zu entwickeln.
Am 5. April 1859 wurde ihr das US-Patent Nr. 23.536 für ein pyrotechnisches Nachtsignal- und Codesystem erteilt. Das Patent wurde ihr als Administratorin für ihren verstorbenen Ehemann erteilt, der als Erfinder benannt ist. Mit verschiedenen Farbkombinationen konnten Schiffe sich hiermit gegenseitig und an Land signalisieren. Nach ausführlichen Tests, die die Wirksamkeit des Systems zeigten, bestellte die US-Marine einen ersten Satz von 300 Fackeln und später Fackeln im Wert von 6000 USD.

## Internationale Erfolge und der Bürgerkrieg
Anschließend erhielt Coston Patente in England, Frankreich, Italien, Dänemark, Schweden und den Niederlanden und segelte nach England, um dort und in anderen Teilen Europas mit der Vermarktung ihrer Erfindung zu beginnen. Sie blieb bis 1861 in Europa und kehrte bei Ausbruch des Bürgerkriegs in die USA zurück. Sie reiste direkt nach Washington, D.C., um dem Kongress die Gesetzesvorlage für den Verkauf des Patents vorzulegen. Obwohl der Kongress ihr Patent noch nicht gekauft hatte, versorgte ihre Fabrik die ersten 600 Schiffe, die die Union ausstattete, mit Fackeln. Schließlich erwarb die US-Marine das Patent, das am 5. August 1861 durch ein Gesetz des Kongresses genehmigt worden war. Coston verlangte ursprünglich 40.000 US-Dollar, der Senat reduzierte sie auf 30.000 US-Dollar und schließlich erhielt sie 20.000 US-Dollar für das Patent.
Coston-Fackeln wurden von der US-Marine während des Bürgerkriegs eingesetzt und erwiesen sich als besonders wirksam während der Blockade der südlichen Häfen durch die Union. Coston-Fackeln spielten auch eine wichtige Rolle bei der Koordinierung der Marineoperationen während der Schlacht von Fort Fisher in North Carolina vom 13. bis 15. Januar 1865.
1871 erhielt sie das Patent 115.935 für eine von ihr für das System entwickelte Zündvorrichtung. Neben der Arbeit an Verbesserungen des Signalsystems drängte sie weiterhin auf zusätzliche Entschädigung bei der US-Regierung. Aufgrund der Inflation während des Krieges lieferte die Coston Manufacturing Company Fackeln zu geringeren Kosten an die US-Marine, und Coston schätzte, dass die Regierung ihr eine Entschädigung in Höhe von 120.000 USD schuldete. Obwohl sie ihre Ansprüche über zehn Jahre lang verfolgte, wurde ihr nur eine zusätzliche Erstattung von 15.000 USD angeboten.

## Verwendung der Coston-Fackel im Lebensrettungsdienst der Vereinigten Staaten
Im Laufe der Zeit wurden an allen Stationen des US-Rettungsdienstes Coston-Fackeln eingesetzt, mit denen Schiffen signalisiert, vor gefährlichen Küstenbedingungen gewarnt und Retter gerufen wurden. Costons Farb- und Ziffern-Code wird heutzutage nicht mehr verwendet, aber Leuchtraketen als Notsignal werden heute noch eingesetzt. Die Zuordnung eines grünen Lichts für Steuerbord (rechts) und rot für Backbord (links) ist bereits in Costons Codesystem festgelegt. Aufgrund ihrer großen Verbreitung als Notsignale haben sich die Coston Flares so etabliert, dass sie heute sogar in Computerspielen zu finden sind.

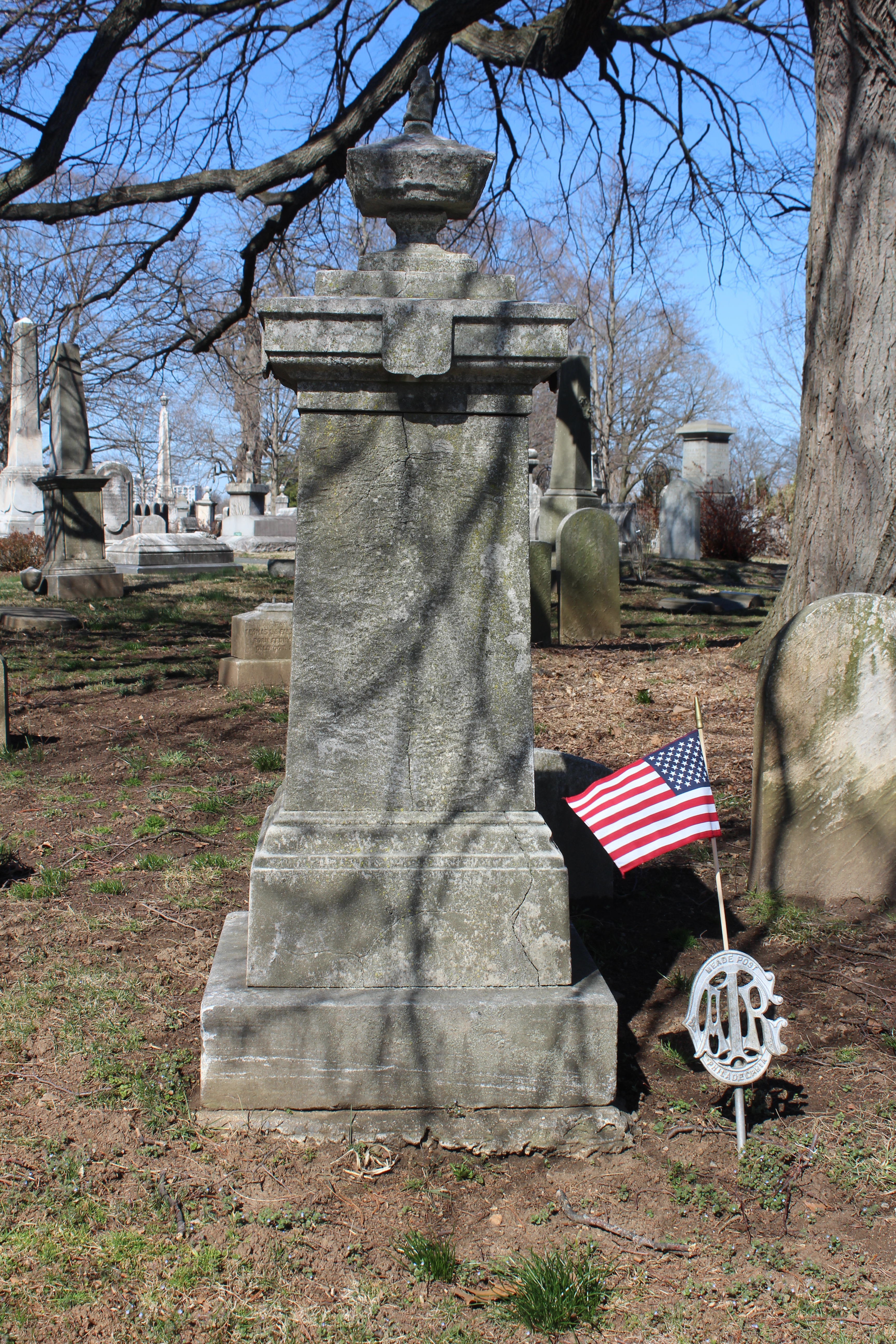
Grabstein von Martha Coston auf dem Laurel Hill Cemetery

Coston starb 1904. Sie und ihr Mann sind auf dem Laurel Hill Cemetery in Philadelphia begraben. Ihre Firma, die später Coston Signal Company und Coston Supply Company genannt wurde, bestand bis 1985.
2006 wurde Coston in die National Inventors Hall of Fame aufgenommen.

## Veröffentlichungen
- A Signal Success. The Life and Travels of Mrs. Martha J. Coston. J. B. Lippincott Company, 1886.[8]